# ESET
ESET, s.r.o. es una compañía de software de ciberseguridad. Los productos de seguridad de ESET se fabrican en Europa y proporcionan software en más de 200 países y territorios.
La compañía fue fundada en 1992 en Bratislava. Sin embargo, su historia se remonta a 1987, cuando dos de los fundadores de la compañía, Miroslav Trnka y Peter Paško, desarrollaron su primer programa antivirus llamado NOD.

## Historia
1987-1992
Los inicios de ESET se remontan a diciembre de 1987, cuando Miroslav Trnka y Peter Paško escribieron su primer programa para detectar uno de los primeros virus informáticos del mundo, al que descubrieron[cita requerida] y llamaron “Vienna”. Debido a la naturaleza del régimen político checoslovaco y considerando que las computadoras no eran comunes en ese momento, Trnka y Paško no pudieron comercializar el programa. Sin embargo, sucedieron muchos otros descubrimientos de virus. Miroslav Trnka y Peter Paško programaron el primer NOD (Nemocnica na Okraji Disku, o “Hospital al borde del disco”), que fue escrito en el lenguaje de programación Pascal.
Debido al hecho de que el producto NOD se lanzó durante el comunismo, cuando se prohibió el emprendimiento privado, no fue hasta 1992 que Miroslav Trnka y Peter Paško, junto con Rudolf Hrubý, establecieron ESET como una compañía privada de responsabilidad limitada en la antigua Checoslovaquia. En paralelo a NOD, la compañía también comenzó a desarrollar Perspekt, una pieza de software financiero cuyo desarrollo fue dirigido principalmente por Rudolf Hrubý. El desarrollo de Perspekt se detuvo a la luz del éxito de los productos de seguridad de ESET.
1993-2002
La compañía se vio obligada a abandonar temporalmente el mercado checo entre 1993 y 2001, tras la división de Checoslovaquia en dos estados independientes: la República Checa y la República Eslovaca. Los años posteriores a 1993 vieron y marcaron la expansión de la empresa y sus productos de seguridad. En 1995, se lanzó una versión simplificada del programa antivirus NOD-ICE de ESET. Cerca del final de la década, en 1999, ESET estableció su sede regional en San Diego (EE. UU.), expandiendo su negocio en el extranjero.
2003-2017
La sede central de la compañía permaneció en Bratislava, capital de República Eslovaca. La compañía tiene cuatro sedes regionales: Bratislava (EMEA), San Diego (NORAM), Buenos Aires (LATAM) y Singapur (APAC).
La Alianza Tecnológica de ESET se estableció en 2013. Este proyecto permitió a la compañía incluir productos de terceros, con el objetivo de mejorar la cibersguridad de las empresas.
En 2013, ESET lanzó WeLiveSecurity, un sitio blog dedicado a un amplio espectro de temas relacionados con la seguridad.
Diciembre de 2017 marcó el 30 aniversario del primer producto de seguridad de la compañía. La empresa lanzó un corto documental que describe la compañía desde la perspectiva de los fundadores Miroslav Trnka y Peter Paško. En el mismo año, la compañía se asoció con Google para integrar su tecnología en Chrome Cleanup, una herramienta de seguridad en Google Chrome para eliminar software no deseado.
2018-presente
En diciembre de 2018, ESET se asoció con No More Ransom, una iniciativa global que proporciona claves de descifrado a las víctimas de ransomware, eliminando así la presión de pagar a los atacantes. La iniciativa cuenta con el apoyo de Interpol y se han sumado varias fuerzas policiales nacionales.
ESET se convirtió en miembro fundador de Google’s App Defense Alliance en 2019, junto con Lookout y Zimperium. El objetivo de la Alianza es buscar activamente malware en aplicaciones de Android antes de que sean publicadas en Google Play Store.
| Posición                  | Miembro de la gerencia |
| ------------------------- | ---------------------- |
| Chief Executive Officer   | Richard Marko          |
| Chief Financial Officer   | Martin Balušík         |
| Chief Marketing Officer   | Mária Trnková          |
| Chief Operating Officer   | Palo Luka              |
| Chief Technology Officer  | Juraj Malcho           |
| Chief Information Officer | Vladimír Paulen        |
| Chief Sales Officer       | Miroslav Mikuš         |

## Productos

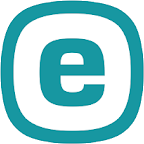
Logo común a los servicios y productos de ESET.

ESET ofrece productos para usuarios domésticos y empresas.
El primer producto de ESET fue NOD, un programa antivirus para computadoras que ejecutan el sistema operativo MS-DOS. NOD32 1.0 para Microsoft Windows fue lanzado en 1998 y la versión 2.0 en 2003. Una tercera versión, ESET NOD32 Antivirus, siguió en 2007 junto con ESET Smart Security 3, que agregó módulos antispam y firewall.
ESET NOD32 Antivirus y productos relacionados adicionales, incluidos ESET Smart Security Premium y ESET Internet Security, se actualizan y lanzan anualmente. En 2010, ESET lanzó productos para MacOS, con una versión empresarial ahora llamada ESET Endpoint Antivirus y una versión doméstica denominada ESET Cyber Security.
ESET también ofrece productos para dispositivos Android. La primera versión de ESET Mobile Security fue anunciada en 2012. En 2015, ESET introdujo ESET Parental Control, con funciones de control parental.
ESET Smart TV Security, diseñado para proteger Android TV del malware, phishing y ransomware, se presentó en 2018 en el evento Mobile World Congress en Barcelona.
ESET también ofrece productos de seguridad que ayudan a las empresas a cumplir con los requisitos de GDPR. Estos incluyen ESET Secure Authentication, una solución de autenticación de doble factor presentada en 2015, y ESET Endpoint Encryption, que ESET lanzó en 2017 tras la integración de los productos DESlock+ desde 2015.
ESET también ofrece servicios diseñados principalmente para corporaciones y grandes empresas. Estos incluyen detección y respuesta administradas, soporte premium, auditorías de seguridad y respuesta a incidentes.

## Tecnología
ESET cuenta con 13 Centros I+D. En 1995, ESET introdujo el análisis heurístico en su motor de detección.
ESET ha estado usando aprendizaje automático en sus productos, comenzando con redes neuronales  desde 1997. En 2005, ESET incorporó una tecnología basada en el aprendizaje automático llamada DNA Detections, que extrae características seleccionadas. En 2019, ESET lanzó una capa de detección de Aprendizaje Automático Avanzado que puede analizar muestras localmente en puntos finales incluso cuando están fuera de línea.
En 2011, ESET reemplazó ThreatSense.NET con ESET LiveGrid, un sistema de reputación basado en la nube que evalúa muestras desconocidas o sospechosas enviadas de forma anónima por millones de puntos finales en Bratislava.
El Host-Based Intrusion Prevention System (HIPS) de ESET monitorea la actividad del sistema y utiliza reglas predefinidas para reconocer comportamientos sospechosos.
En 2012, ESET introdujo Exploit Blocker, que monitorea las aplicaciones comúnmente abusadas en busca de actividad sospechosa que podría indicar un exploit.
Advanced Memory Scanner se introdujo en HIPS en 2013. Este módulo aborda el uso de ofuscación y cifrado por parte de los autores de malware para permitir que su código se ejecute “solo en memoria” y así evitar la detección y el análisis posterior.
En 2017, ESET se convirtió en la primera empresa de seguridad del mundo[cita requerida] en implementar un escáner UEFI.

## Investigación de Malware
ESET dedica gran parte de sus operaciones a la investigación de malware, así como al monitoreo de grupos de amenazas persistentes avanzadas y otros grupos de ciberdelincuentes, con el 40% de los empleados de la compañía trabajando en investigación.
Uno de los grupos más notorios que ESET rastrea es Sandworm. Después del ataque de 2015 a la red eléctrica ucraniana y el ataque global de ransomware NotPetya en 2017 – ambos atribuidos a Sandworm – ESET descbrió a Sandworm (más específicamente, un subgrupo que ESET rastrea como TeleBots) desplegando una nueva puerta trasera llamada Exaramel, que es una versión mejorada de la puerta trasera principal Industroyer. Como Industroyer se usó en el apagón en Ucrania de 2016,ESET vinculó a Industroyer con NotPetya, así como con BlackEnergy, que se utilizó en el apagón de 2015.
En el momento del estallido de NotPetya, ESET y Cisco rastrearon el punto desde el cual el ataque global de ransomware había comenzado a empresas afectadas por una puerta trasera de TeleBots, como resultado del ataque a M.E.Doc, un popular software financiero en Ucrania.
En marzo de 2021, cuando Microsoft lanzó parches fuera de banda para corregir la vulnerabilidad ProxyLogon que afecta a las versiones locales de Microsoft Exchange Server, ESET descubrió más de 10 grupos APT que aprovechaban la vulnerabilidad para comprometerlos. ProxyLogon permite a un atacante hacerse cargo de cualquier servidor de Exchange, incluso sin tener conocimiento de las credenciales de cuenta válidas.
Adicionalmente, ESET descubrió que varios actores de amenazas tenían acceso a los detalles de las vulnerabilidades incluso antes del lanzamiento de los parches. A excepción de DLTMiner, que está vinculado a una conocida campaña de criptominería, todos estos actores de amenazas son grupos APT interesados en el espionaje: Tick, LuckyMouse, Calypso, Websiic, Winnti Group, Tonto Team, ShadowPad activity, The “Opera” Cobalt Strike, IIS backdoors, Mikroceen, DLTMiner, y FamousSparrow.
Otro enfoque de la investigación de ESET es sobre las amenazas a los dispositivos Android. ESET descubrió el primer malware clipper en Google Play Store, llamado Android/Clipper.C, que puede manipular el contenido del portapapeles. En el caso de una transacción de criptomoneda, una dirección de billetera copiada en el portapapeles podría cambiarse silenciosamente a una que pertenezca al atacante.
En el área de investigación del IoT, ESET descubrió la vulnerabilidad KrØØk (CVE-2019-15126) en los chips Wi-Fi Broadcom y Cypress, que permite encriptar el tráfico WPA2-cifrado con una clave de sesión cero después de una disociación Wi-Fi. Luego, ESET descubrió otra vulnerabilidad relacionada con KrØØk (CVE-2020-3702) en chips de Qualcomm y MediaTek, así como en el kit de desarrollo de Microsoft Azure Sphere, con la principal diferencia de que el tráfico no está cifrado en absoluto.
Otra investigación notable incluye el descubrimiento de LoJax, el primer rootkit UEFI encontrado en la naturaleza, que fue utilizado en una campaña por el grupo APT Sednit (también conocido como Fancy Bear). LoJax se escribe en la memoria flash SPI de un Sistema, desde donde puede sobrevivir a una reinstalación del sistema operativo y un reemplazo del disco duro. LoJax puede soltar y ejecutar malware en el disco durante el proceso de arranque. En 2021, ESET descubrió otro malware UEFI llamado ESPecter, que es el segundo bootkit del mundo real, después de FinSpy, conocido por persistir en la EFI System Partition en forma de un Windows Boot Manager parcheado.
En 2021, ESET publicó el documento técnico Anatomy of native IIS malware, que analizó más de 80 muestras únicas de extensiones nativas maliciosas para el software de servidores web Internet Information Services (IIS) utilizado activamente y clasificó 14 familias de malware, 10 de las cuales no estaban previamente documentadas.
Entre estas familias, el malware IIS demostró cinco modos principales de operación:
- Puertas traseras IIS, que pueden controlar de forma remota equipos comprometidos;
- Infostealers IIS, que roban información como credenciales de inicio de sesión e información de pago;
- Inyectores IIS, que modifican las respuestas HTTP renviadas a visitantes legítimos para propagar contenido malicioso;
- Proxies IIS, que utilizan el servidor comprometido como partes involuntarias de la infraestructura de comando y control para otra familia de malware; y
- Malware IIS de fraude SEO, que modifica el contenido servido de los motores de búsqueda.

ESET también trabaja junto a expertos competidores y organizaciones policiales de todo el mundo para investigar ataques. En 2018, ESET se asoció con el European Cybercrime Centre — un equipo especializado de Europol que investiga el ciberdelito— como miembro de su Advisory Group on Internet Security. ESET se asoció con agencias de aplicación de la ley en todo el mundo y Microsoft contra la botnet Dorkbot en 2015 y la botnet Gamarue (también conocida como Andrómeda) en 2017. Luego, en 2020, ESET se asoció con Microsoft, Lumen’s Black Lotus Labs, y NTT Ltd. en un intento de interrumpir Trickbot, otra botnet notoria.
ESET continúa siendo uno de los contribuyentes más referenciados (más de 450 referencias a partir de agosto de 2021) y prolífico (más de 180 contribuciones a partir de agosto de 2021) para MITRE ATT&CK, una base de conocimiento accesible a nivel mundial de tácticas y técnicas adversarias.

## Premios
Los productos de ESET son testeados regularmente por las organizaciones independientes AV-Comparatives y AV-TEST. La compañía suspendió las pruebas con Virus Bulletin en 2020.
En diciembre de 2016, ESET se convirtió en la primera empresa en recibir 100 VB100 Awards por un solo producto.
| Año               | Organismo Emisor                                                                | Resultado                         | Producto/Categoría                                               | Bases/Criterios                         |
| ----------------- | ------------------------------------------------------------------------------- | --------------------------------- | ---------------------------------------------------------------- | --------------------------------------- |
| 2021, 2020, 2019  | Canalys Global Cybersecurity Leadership Matrix                                  | Champion                          | Global channel and market performance                            | Evaluación de socios y analistas        |
| 2021, 2020        | Radicati APT Protection Market Quadrant                                         | Top Player                        | Endpoint detection and response                                  | Evaluación de analistas                 |
| 2021              | Gartner Magic Quadrant for Endpoint Protection Platforms                        | Challenger                        | Endpoint protection platforms                                    | Evaluación de analistas                 |
| 2020              | AV-Comparatives Endpoint Prevention and Response Test                           | Strategic Leader                  | ESET PROTECT Enterprise                                          | Evaluación de profesional independiente |
| 2020 y 2019       | IDC MarketScape : Worldwide Mobile Threat Management Software Vendor Assessment | Major Player                      | ESET Endpoint Security for Android ESET Mobile Device Management | Evaluación de analistas                 |
| 2020, 2019 y 2018 | Radicati’s Endpoint Security Market Quadrant                                    | Top Player                        | ESET Endpoint Security                                           | Evaluación de analistas                 |
| 2020              | AV-TEST                                                                         | First place                       | ESET Mobile Security for Android                                 | Evaluación de profesional independiente |
| 2019              | Gartner Peer Insight Customers’ Choice for Endpoint Protection Platforms        | 4.6 / 5.0                         | ESET Endpoint Security                                           | Evaluación de usuario final             |
| 2019              | The Forrester Wave: Endpoint Security Suites Q3 2019                            | Strong Performer                  | Endpoint security suites                                         | Evaluación de analistas                 |
| 2019              | AV-Comparatives                                                                 | Gold – Performance                | ESET Internet Security                                           | Evaluación de profesional independiente |
| 2019              | AV-Comparatives                                                                 | Bronze – False Positives          | ESET Internet Security                                           | Evaluación de profesional independiente |
| 2019              | AV-Comparatives                                                                 | Gold – Advanced Threat Protection | ESET Internet Security                                           | Evaluación de profesional independiente |

## Estrategia
ESET tiene cuatro valores fundamentales de marca: coraje, integridad, confianza y pasión. Además, la compañía está comprometida con las prácticas comerciales éticas.
El modelo comercial de la empresa se basa en mantener buenas relaciones con sus clientes. ESET rara vez proporciona sus productos de forma gratuita (el llamado freemium) y nunca ha monetizado ningún dato de usuarios.[cita requerida]

## Responsabilidad Social Corporativa
En 2011, se estableció Nadácia ESET – la Fundación de ESET – que se encuentra financiada por ESET y sus propietarios. La Fundación ESET se centra principalmente en actividades en el campo de la educación y en el apoyo de la ciencia y la investigación. Desde 2009, ha organizado el ESET Science Award, que reconoce los logros de los científicos con sede en Eslovaquia. En el ESET Science Award se reconoce a las personas en tres categorías: Colaborador Individual Sobresaliente de la Ciencia Eslovaca, Joven Científico Excepcional menor de 35 años y Académico Sobresaliente.
La Fundación ESET está asociada con la organización Learn2Code, que brinda capacitación a la comunidad en programación y ayuda a encontrar mejores trabajos. La Fundación también colabora con la Slovak University of Technology (STU) en Bratislava, donde el personal de ESET imparte materias interacadémicas.
ESET es embajadora de la Diversity Charter, que es una iniciativa voluntaria apoyada por la European Commission y la EU Platform of Diversity Charters.
La Compañía también lanzó su portal Bezpečne na nete, que alerta sobre las amenazas digitales y explica como salvaguardar la privacidad y promover una mejor seguridad. Una parte de Bezpečne na nete es la iniciativa global de ESET Safer Kids Online, que muestra a los padres, madres y docentes, junto a los niños, niñas y adolescentes, cómo crear consciencia y minimizar los riesgos en línea. Safer Kids Online también coopera con Internet Matters. En los Estados Unidos, ESET trabaja con el Family Online Safety Institute (FOSI) para innovar en soluciones y políticas en ciberseguridad.
ESET trabaja en colaboración con la European Migration Agency y la nueva Cyber Security Academy de la Technical University of Moldova, que se lanzó en 2020 para apoyar a jóvenes talentosas en IT. Siendo uno de los pilares del programa CSR de ESET, la empresa también ofrece una beca anual: ES-ET Women in Cybersecurity Scholarship.
También se formó una cooperación con la San Diego Police Foundation para mejorar el programa SafetyNet.
En 2020, durante el pico de la crisis de COVID-19, ESET donó 300.000 euros para el desarrollo de pruebas PCR para detectar el virus SAR-CoV-2 .Científicos/as eslovacos/as registraron la prueba en el State Institute for Drug Control de Eslovaquia, en mayo de 2020. 

## Socios y Patrocinadores
ESET ha sido patrocinador del club de fútbol Borussia Dortmund desde 2019. El patrocinio de ESET del club durará las próximas tres temporadas de la Bundesliga.
Desde 2019, la compañía también ha estado patrocinando a Infamous Gaming, un equipo peruano de eSports. A partir de 2022, además se ha firmado un acuerdo de patrocinio con el club Infinity eSports.
Otras asociaciones anteriores y actuales incluyen Tennis Canada, Pixel Federation, y Chronicle (una compañía de Alphabet).

## Etimología
El nombre “ESET” se deriva del nombre de la antigua diosa egipcia, también conocida como Isis o Aset.